# Бої за Комсомольське
Бої за Комсомольське, або Бої за Сааді-Котар — бої між загонами Руслана Гелаєва ЗС ЧРІ та федеральними військами ЗС РФ за передгірне село Комсомольське (чеч. СаІди-КІотар) Урус-Мартанівського району ЧРІ у період з 6 по 24 березня 2000 року, що стали частиною ключових подій Другої російсько-чеченської війни та останнім великим бойовим зіткненням.
Бої закінчились різаниною в Комсомольському та були найжорстокішими і найкривавішими за весь конфлікт.

## Передумови
Комсомольське (чеч. СаІди-КІотар) (не плутати з Комсомольським у Гудермеському районі, поблизу кордону з Дагестаном ), село з приблизно 5000 жителями до війни, було південним передмістям чеченської столиці Грозного та батьківщиною командира чеченських сил Руслана Гелаєва, який діяв у Шатойському та Ітум-Калинському районах.
Велика колона виснажених і голодних бійців загону Гелаєва увійшла в село 4 березня 2000 року. Бійці намагалися прорвати оточення, встановлене російськими військами навколо ущелини річки Аргунь після падіння Грозного в лютому. Їх, очевидно, обдурив Арбі Бараєв, який обіцяв евакуювати поранених автобусами, але насправді заманив Гелаєва та його війська в добре підготовлену російську засідку.
У Комсомольському колону чеченських бійців заблокували російські внутрішні війська та спецназівці ОМОН і СОБР із Воронежа, Іркутська та Курська, до яких незабаром приєдналися військові. Тоді село зазнало потужного обстрілу та авіабомбардування. Росіяни спершу заявили, що в селі перебувало лише 25–30 бійців, стверджуючи, що чеченські сили більше не можуть виставити великі підрозділи, але пізніше сказали, що це була група до 1500 осіб.  

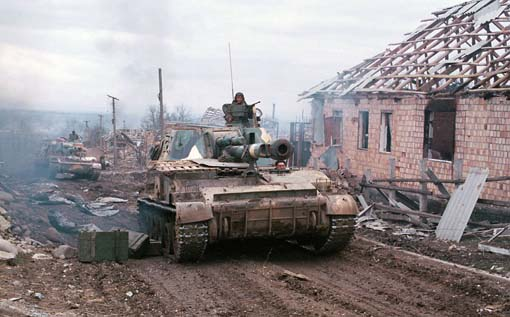
Російські танки в'їздять в село Комсомольське

## Перебіг подій
Російський уряд стверджував, що село було сильно укріплене . Однак, згідно з інтерв’ю Los Angeles Times із чеченцями, які пережили битву, захоплені повстанці, багато з яких були поранені або обморожені, не змогли укріпити село чи знайти безпечне укриття. В одному з інцидентів 50 поранених бійців загинули прямим влученням у підвал, де вони сховалися. Ті, хто вижив, сказали, що голодували та мерзли, а також мали недостатню зброї та боєприпасів. Один з них розповів, що був єдиним, хто вижив із групи з дев’яти осіб, які намагалися вирватися; всі інші загинули від мін. Також розповіли, що кілька відчайдушних товаришів удавали здачу, лише щоб підірвати себе та тих, хто брав їх в полон захованими ручними гранатами . 

Дивізійний генерал ЧРІ Руслан Гелаєв, уродженець села Комсомольське (Сааді-Котар)

За даними Human Rights Watch і Меморіал, понад 2000 мирних жителів застрягли на нічийній землі. Росіяни активно займалися захопленням заручників та використовували їх як «живий щит». Мирних жителів, які втекли від інтенсивного обстрілу, протягом 3 діб російські військовослужбовці утримували в полі між селом, де дислокувалися бойові групи чеченських сил, і постом військ ЗС РФ. Це призвело до жертв серед цивільного населення під час бойових дій. До 100 мирних жителів, переважно літніх людей, інвалідів або поранених, опинилися в пастці в селі і, можливо, були вбиті під час бою . Кілька цивільних чоловіків забрали, доставили в імпровізований ізолятор у Урус-Мартані для тортур, та побили, у тому числі до смерті . Цивільні, що вижили, сказали, що біженцям дозволили повернутися до села на одну годину, щоб забрати свої речі, але вони були вбиті під час поновленого російського бомбардування. Інші розповідали, що були свідками організованого мародерства, коли російські війська вивозили «вантажівки здобичі». Вони заявили, що змогли евакуюватися із зони бойових дій після того, як група промосковських чеченських міліціонерів під погрозою зброї змусила російський блокпост пропустити їх . Абдула Іцлаєв, голова сусіднього села Гойське, сказав, що були великі жертви серед цивільного населення, і стверджував, що знає цілі родини, які були знищені .
Після чотирьох діб цілодобового артилерійського обстрілу з винищувально-бомбардувальною авіацією кожні 5-10 хвилин  в тому числі із застосуванням термобаричної зброї (реактивних систем залпового вогню ТОС-1), почався штурм Комсомольського російським спецназом з двома десятками танків, піхотою та БТР . До 10 березня росіяни заявили, що вони все ще стикаються з рішучим опором від 300 до 700 чеченських бійців. 14 березня було домовлено про короткочасне припинення вогню для збору поранених . Російські військовослужбовці говорили про «колосальні втрати», описуючи гелікоптери з пораненими солдатами, що виїжджали з Комсомольського, як «автобуси в годину пік»; один офіцер бачив чотири гелікоптери, які перевозили тіла мертвих в один день .
До 17 березня чеченські загони відкинули російські війська, надіслані «зачистити» та той час вже зруйноване село, тож росіяни розпочали подальший артилерійський обстріл. В одному випадку дружнім вогнем російський танк ударив по групі СОБР з Іркутська, убивши трьох. BBC повідомила, що російське верховне командування заявило, що повстанці «будуть остаточно знищені сьогодні», що місцеве командування пообіцяло зробити тиждень тому . У ніч з 19 на 20 березня росіяни стверджували, що 46 бійців, включаючи польового командира, були вбиті під час останньої спроби прориву. Наступного дня росіяни підняли свій прапор над тим, що залишилося від села, і 76 бійців (у тому числі дві жінки) здалися в полон. У цей момент близько 150 повстанців все ще переховувалися, не маючи шляху для відступу . 24 березня міністр оборони РФ Ігор Сергєєв заявив, що російські війська «зачистили» руїни від чеченців, що відстали і снайперів. За словами чеченського в’язня, який вижив, поранених чеченців систематично закидали гранатами або спалювали в укриттях і страчували після того, як вони здавалися .
Гелаєв із невеликими групами по десять бійців кожна відступив на територію Грузії в Панкіську ущелину. Лиш небагато тих, хто залишився в селі, пережив бій чи полон. На мінних полях навколо села загинуло понад 300 бійців. За російськими даними, на другий день із засідки було вбито 17 солдатів; а привезеним цивільним наказали повернути сімох солдатів, яких не вдалося евакуювати . 

## Свідчення очевидців
У інтерв'ю Chechenews неназваний чеченський боєць так розповів про бої :

| …Після виходу з Грозного наша група опинилася в горах, у селі Харсеной. Бракувало продовольства, медикаментів, були випадки голодних непритомностей… Надійшла команда спуститися на рівнину, амністуватися, жити мирним життям. Такій величезній кількості людей все одно в горах робити нічого… З нами пішли мирні жителі – жінки, діти, люди похилого віку. Спуск йшов з різних боків: був загальний наказ, і кожен, як міг діставався свого села. Спершу все було нормально. Ми пішли на Комсомольське через хребет Демидук, і ось там у нас на шляху були дві висотки, зайняті десантниками. Довелося розпочати бій, висотки ми відбили. Нам поставили завдання утримати захоплений коридор. Спершу пропустили мирних жителів, потім наші хлопці пішли. Це ніякі не вахабіти, прості бійці — ті, хто вийшов зі зброєю в руках боронитися. Багато було поранених, обморожених… Ніхто цей коридор у федералів не купував. Ми пробили його… Коли ми зайшли, жителі злякалися, що тепер буде зачистка, і почали йти з села, в тому числі й ті біженці, що були з нами. У нас були поранені, деякі навіть на носилках. Велику зброю, там ці кулемети, АГС, ми не змогли нести, кинули дорогою. Кілька гранатометів та автомати – ось усе, що у нас було. Вони запустили туди спецназівців ГРУ. Обмазані такі з рембівськими штучками. Вони сховалися за БМП і йшли вперед. Зачистка! Їх було чоловік шістдесят. Двадцять три було вбито. Нас було чоловік сімдесят, не більше. А тих, хто міг зайняти позицію, нападати – не більше ніж п'ятдесят [15]. Оригінальний текст (рос.) …После выхода из Грозного наша группа оказалась в горах, в селе Харсеной. Не хватало продовольствия, медикаментов, были случаи голодных обмороков… Пришла команда спуститься на равнину, амнистироваться, жить мирной жизнью. Такому большому числу людей все равно в горах делать нечего… С нами пошли мирные жители – женщины, дети, старики. Спуск шел с разных сторон: был общий приказ, и каждый, как мог добирался до своего села. Сначала все было нормально. Мы пошли на Комсомольское через хребет Демидук, и вот там у нас на пути были две высотки, занятые десантниками. Пришлось вступить в бой, высотки мы отбили. Нам поставили задачу удержать захваченный коридор. Сначала пропустили мирных жителей, потом наши ребята пошли. Это никакие не ваххабиты, простые бойцы – те, кто вышел с оружием в руках защищаться. Много было раненых, обмороженных… Никто этот коридор у федералов не покупал. Мы пробили его… Когда мы зашли, жители испугались, что теперь будет зачистка, начнут бомбить и стали уходить из села, в том числе и те беженцы, что были с нами. Тут подошли федералы: им уже было известно, что мы там. Они погнали селян в поле, окружили их. Село тоже окружили полностью. Пришлось занять позиции. Мы вообще не хотели этого. Мы хотели отдохнуть и уйти. У нас были раненые, некоторые даже на носилках. Крупное оружие, там пулеметы эти, АГС, мы не смогли нести, бросили по дороге. Несколько гранатометов и автоматы – вот все, что у нас было. Они запустили туда спецназовцев ГРУ. Вымазанные такие с рэмбовскими штучками. Они укрылись за БМП и шли вперед. Зачистка! Их было человек шестьдесят. Двадцать три были убиты. Нас было человек семьдесят, не больше. А тех, кто мог занять позицию, нападать – не больше пятидесяти. |
Боєць також зазначив, що російські військовослужбовці не дотримуються домовленостей та законів і звичаїв війни:
| Росіяни не вміють воювати. Їхні офіцери знущаються над своїми. Мені їх не шкода, тепер уже не шкода: раніше ще якісь почуття були людські. Нині вже немає. Вони не вміють воювати. Якщо попереду йдуть п'ять-шість танків, БМП, тоді ще щось можуть. А коли потрібно посідати позиції, вести перестрілку, контактний бій... У бою вони ніяких норм взагалі немає! Є непорушне правило – берегти життя мирних людей. Буває, хтось із мешканців у паніці опиняється у зоні перестрілки. Для росіян навіть цього правила немає. Вони стріляють у все, що ворушиться. Часто в паніці взагалі не бачать, куди стріляють. Дивишся, кулі вгору летять, значить, той нахилився і палить абикуди. Скільки разів російська авіація била по своїх! У Комсомольському рух був, як шаровий пиріг. Коли вже контактний бій пішов, вони не дивилися, де свої, де чужі – артилерія палила на повну силу. Багато хто від своїх загинув. Ми пробилися у бік Мартан-Чу. Вийшли лише ті, хто був досить сильним, поранені залишилися там. Біженці, які не пішли раніше, мені здається, загинули всі. З російських спецназівців, яких накидали туди, на мою думку, теж мало хто живий залишився. Бо снаряди, міни, вакуумні бомби не розрізняють, де напівживий, де мертвий, де російський, де чеченець. Вони просто розривають людину зсередини і все! Хотіли зробити такий обмін: ми віддаємо російським двадцять дев'ять оточених спецназівців, які неминуче були б знищені, у тому числі пораненого полковника Жукова, і тіла двадцяти трьох убитих десантників для того, щоб амністувати і покласти в шпиталь дванадцять наших товаришів (ми їх ще з Шатоя тягли, поранених). Це вони нас попросили увійти з росіянами в контакт. Я особисто у цих переговорах жодної участі не брав – я простий солдат. Ці умови російська сторона не виконала. Там у нас був українець-мусульманин, він ще до війни приїхав до Чечні, прийняв іслам… Джабраїл. Його на місці розстріляли. Це бачили ті, хто стояв на полі. Ми умови виконали – віддали двадцять дев'ять осіб та двадцять три трупи. Мені досі невідома доля тих одинадцятьох хлопців, яких ми віддали під чесне офіцерське слово. Решту полонених, вони у нас ще з Грозного були, не знаю точно скільки, ми розстріляли в Комсомольському: з ними робити вже не було чого, про них ніхто не питав, жодного обміну не пропонував... У бою ж не сидітимеш сторожити їх. До того ж, якщо вони своїм російським не потрібні, нам вони тим більше не потрібні…[15] Оригінальний текст (рос.) Россияне не умеют воевать. Их офицеры издеваются над своими. Мне их не жалко, теперь уже не жалко: раньше еще какие-то чувства были человеческие. Сейчас уже нет. Они не умеют воевать. Если впереди идут пять-шесть танков, БМП, тогда они еще что-то могут. А когда нужно занимать позиции, вести перестрелку, контактный бой… В бою у них никаких норм вообще не бывает! Есть незыблемое правило – беречь жизнь мирных людей. Бывает, кто-то из жителей в панике оказывается в зоне перестрелки. Для русских даже этого правила не существует. Они стреляют во все, что шевелится. Часто в панике вообще не видят куда стреляют. Смотришь, пули вверх летят, значит, тот нагнулся и палит куда попало. Сколько раз российская авиация била по своим! В Комсомольском движение было, как слоеный пирог. Когда уже контактный бой пошел, они не смотрели, где свои, где чужие – артиллерия палила вовсю. Многие от своих же погибли. Мы пробились в сторону Мартан-Чу. Вышли только те, кто был достаточно силен, раненые остались там. Беженцы, кто не ушел раньше, мне кажется, погибли все. Из русских спецназовцев, которых накидали туда, по-моему, тоже мало кто живой остался. Потому что снаряды, мины, вакуумные бомбы не различают, где полуживой, где мертвый, где русский, где чечен. Они просто разрывают человека изнутри и все! Хотели сделать такой обмен: мы отдаем русским двадцать девять окруженных спецназовцев, которые неизбежно были бы уничтожены, в том числе раненого полковника Жукова, и тела двадцати трех убитых десантников для того, чтобы амнистировать и положить в госпиталь двенадцать наших товарищей (мы их еще из Шатоя тащили, раненых). Это они нас попросили войти с русскими в контакт. Я лично в этих переговорах никакого участия не принимал – я простой солдат. Условия эти российская сторона не выполнила. Там у нас был украинец-мусульманин, он еще до войны приехал в Чечню, принял ислам… Джабраил. Его на месте расстреляли. Это видели те, кто стоял на поле. Мы условия выполнили – отдали двадцать девять человек и двадцать три трупа. Мне до сих пор неизвестна судьба тех одиннадцати ребят, которых мы отдали под честное офицерское слово… Остальных пленных, они у нас еще с Грозного были, не знаю точно сколько, мы расстреляли в Комсомольском: с ними делать было уже нечего, о них никто не спрашивал, никакого обмена не предлагал… В бою же не будешь сидеть сторожить их. К тому же, если они своим русским не нужны, нам они тем более не нужны… |

## Наслідки
Наслідки облоги вважалися великою катастрофою для чеченських повстанців, з яких, за словами росіян, понад 700 загинули в селі або поблизу нього. У деяких трупів, знайдених похоронними бригадами МНС, були відрізані вуха, носи, пальці. Понівечені та зв'язані трупи також побачив кореспондент Newsweek .  Офіційно було взято 88 чеченських полонених, але більшість з них потім зникли.
Комсомольське було повністю зруйноване бомбардуванням. Село, описане одним журналістом як «схоже на купу розтрощених сірників — жодної будівлі не лишилося цілої», було всіяне гнилими трупами та розбитими танками Т-80 і бронетранспортерами. 29 березня територіальні сили МНС Чечні заявило про виявлення та поховання останків 552 чеченців і 628 великих тварин. Вони також виявили та знешкодили 4622 боєприпаси, що не розірвалися .
Російська журналістка-розслідувачка Анна Політковська порівняла події в Комсомольському з Хатинською різаниною і назвала його «селом, якого більше не існує», оскільки бій залишив після себе «жахливий конгломерат спалених будинків, руїн і нових могил на цвинтарі». У селі залишилося близько 150 сімей, але практично всі вони були без даху над головою і жили в імпровізованих будинках. Політковська розмовляла з «худим, як в'язень Бухенвальду», хворим на туберкульоз, чий юний син вступив з нею в конфлікт, запитавши: «Чому вся країна схвилювалася, коли гинули підводники «Курська», а коли вони кілька днів розстрілювали людей, які йшли з Комсомольського прямо на полі, ви мовчали?» Станом на 2004 рік більшість колишніх жителів села все ще проживали за його межами, переважно в Урус-Мартановському районі, чекаючи компенсації за зруйновані будинки .
Гелаєв і частина бійців змогли відступити, але його здатність впливати на події в Ічкерії була серйозно підірвана. Більшу частину свого життя він провів за кордоном у сусідній Сакартвело  , а також провів особисту кампанію помсти Бараєву та його людям.